# Militärattaché

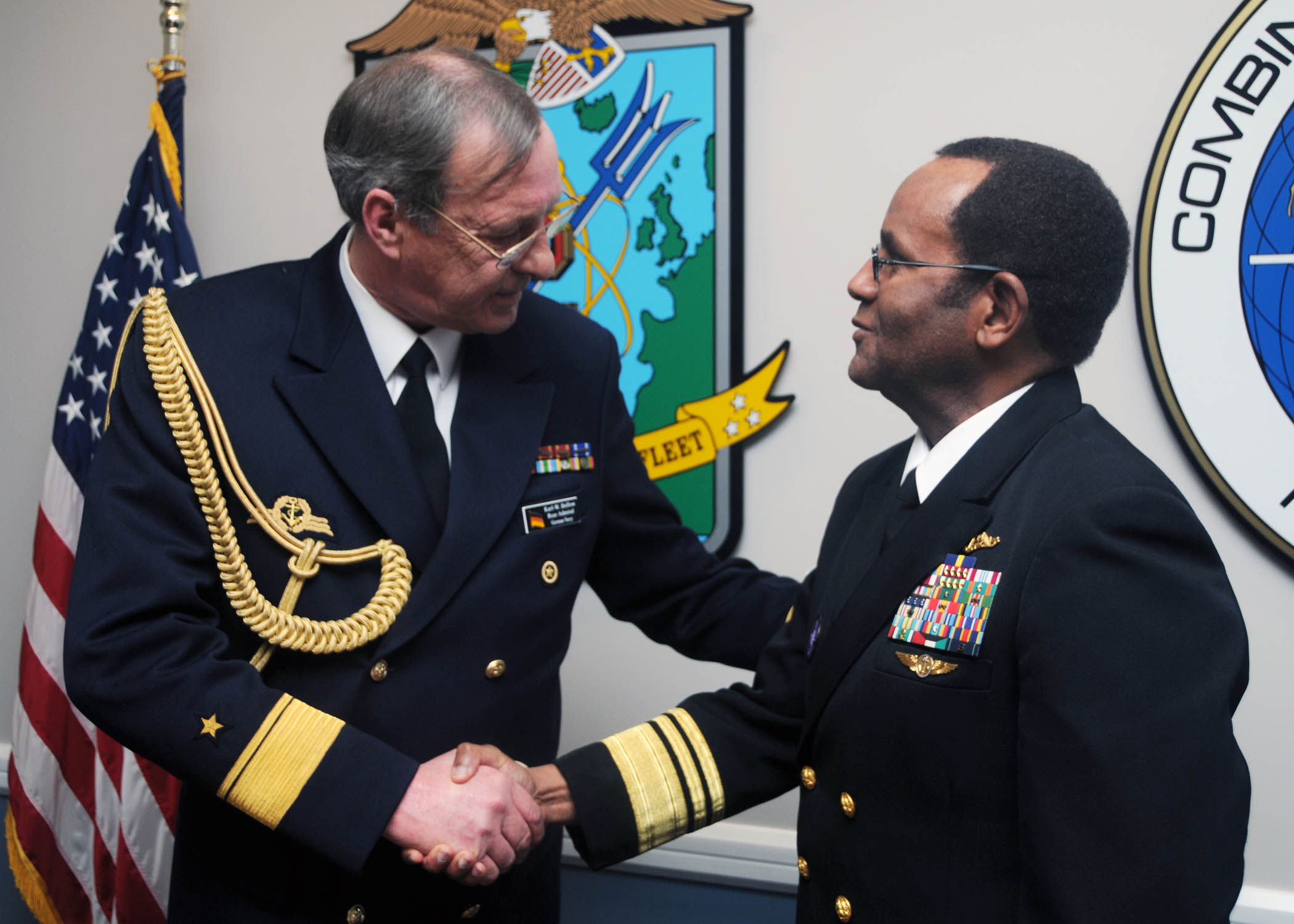
Karl-Wilhelm Bollow, deutscher Militärattaché (links) mit Mel Williams, Jr. nach Unterzeichnung eines Dokuments (2010)

Ein Militärattaché (in Deutschland und der Schweiz auch: Verteidigungsattaché) ist ein Offizier, der an eine Auslandsvertretung entsandt wurde, Diplomatenstatus besitzt und für militärische Belange zuständig ist. An großen Auslandsvertretungen können seinem Stab Attachés der Teilstreitkräfte und für Wehrtechnik zugeteilt sein (Heeresattaché, Luftwaffenattaché, Marineattaché, wehrtechnischer Attaché).

## Aufgaben und Tätigkeiten
Militärattachés repräsentieren ihren Minister und ihre Streitkräfte im Gastland. Dabei ist er zugleich Berater des Botschafters in allen Belangen der Militär- und Verteidigungspolitik, des Entwicklungsstandes der Streitkräfte und der Rüstungsindustrie des Gastlands sowie mit diesen Bereichen verbundenen Themen. Er führt Analysen und Lagebeurteilungen durch, nimmt an Konferenzen und Truppenbesichtigungen teil und ist Ansprechpartner für eigene Streitkräfte vor Ort.
Die Grenzen zwischen der Wahrnehmung der Interessen im Gastland und unerlaubter Tätigkeit, insbesondere auch Spionage, sind klar geregelt. Nachrichtendienstliche Tätigkeit der Militärattachés wäre ein „unfreundlicher Akt“. Dass die Beobachtung des Militärs des Gastlands gleichwohl zu Erkenntnissen im Sinne der Aufklärung und Erstellung eines Lagebildes führt, ist ebenso selbstverständlich wie die Beobachtung und Analyse der politischen Prozesse des Gastlands.
An vielen Botschaften sind die Militärattachés für mehrere Länder in Haupt- und Nebenakkreditierung zuständig.

## Nationales

### Deutschland
In Deutschland ist ein Militärattaché der Leiter des Militärattachéstabs; er kann auch als Verteidigungsattaché bezeichnet werden. Ihm zugeteilt sind gegebenenfalls, Heeres-, Luftwaffen-, Marine- oder Wehrtechnische Attachés. In den Anfangsjahren der Entwicklung der Institution militärischer Attachés, ab etwa 1820 bis zum Teil in die Jahre kurz vor Beginn des Ersten Weltkrieges wurde die mit ihrem Auftrag verbundene Funktion auch als Militärbevollmächtigte oder Militärbeauftragter bezeichnet.
Die Militärattachés werden während ihres Einsatzes vom Bundesministerium der Verteidigung zum Auswärtigen Amt abgeordnet und von diesem an die betreffende deutsche Botschaft entsandt.
An deutschen Botschaften mit Militärattachés ist eine Arbeitseinheit Militärattachéstab, die vom Verteidigungsattaché geführt wird, eingerichtet. An den fünf deutschen Groß-Botschaften (Washington, London, Paris, Moskau und Peking) ist diese Arbeitseinheit eine Abteilung. Neben dem Verteidigungsattaché wird einem Militärattachéstab mindestens noch ein Unteroffizier mit Portepee als Büroleiter sowie zumeist ein Fremdsprachenassistent zugeordnet. Militärattachéstäbe gibt es nicht an allen Botschaften.
Deutsche Militärattachés sind zudem ein Mittel der Nachrichtengewinnung. Sie analysieren dabei mediale Veröffentlichungen innerhalb ihrer Expertise und führen Gespräche mit Angehörigen der Streitkräfte des Gastlandes, so dass sie über Stimmungen im Gastland sicher berichten können. Diese Tätigkeit ist deutlich zu trennen von nachrichtendienstlicher Erkenntnisgewinnung (Nachrichtenbeschaffung). Eine weitere Aufgabe ist die Beratung von Interessenten für Arbeit und Dienst bei der Bundeswehr. In allen Angelegenheiten des Bundesministeriums der Verteidigung berichtet er diesem direkt.
Das Bundesamt für das Personalmanagement der Bundeswehr wählt in einer gemeinsamen Konferenz mit Teilnehmern des Auswärtigen Amtes die Militärattachés nach Kriterien aus, die auf das Anforderungsprofil eines Diplomaten und Repräsentanten Deutschlands im Ausland ausgerichtet sind. Die Leitungsebene des Bundesministeriums der Verteidigung bestätigt diese Auswahl. Die designierten Militärattachés erhalten eine 17-wöchige Fachausbildung, deren Inhalte eng mit dem Auswärtigen Amt abgestimmt sind. Je nach Gastland und individuellen Sprachkenntnissen findet eine bis zu zwei Jahren dauernde Sprachausbildung, meist beim Bundessprachenamt in Hürth, statt. Militärattachés sind grundsätzlich Stabsoffiziere der Bundeswehr (wenige nach A 14, die überwiegende Anzahl nach A 15 und A 16 besoldet). Die „großen“ Militärattachéstäbe bei den Botschaften in Washington, London, Paris, Moskau und Peking werden von je einem Brigadegeneral oder Flottillenadmiral (Besoldungsgruppe B 6 BBesG) geführt. Neben den Soldaten gibt es auch bis zu 17 zivile Dienstposten als Wehrtechnische Attachés, die mit Beamten (Besoldungsgruppe A 13–A 16, Technischer Regierungsrat, Technischer Oberregierungsrat, Technischer Regierungsdirektor oder Leitender Technischer Regierungsdirektor) besetzt werden.
In das Ausland versetzte Angehörige der Bundeswehr (wie andere an Botschaften tätige Beamte) erhalten für ihren Dienst neben den Inlandsdienstbezügen nach dem Bundesbesoldungsgesetz Auslandsdienstbezüge (evtl. auch Auslandskinderzuschlag und Mietzuschuss). Dienstposteninhaber mit erhöhtem Repräsentationsaufwand erhalten darüber hinaus eine Aufwandsentschädigung. Daneben können ein Kaufkraftausgleich (siehe u. a. Weblink) und Reisebeihilfen für Familienheimfahrten gewährt werden.
Die Fachaufsicht über den Militärattachédienst hat das BMVg, Abteilung MEO I 4, bundeswehrspezifische Belange werden im Auftrag des BMVg durch das Streitkräfteamt wahrgenommen. Grundsätzlich unterstehen die Angehörigen der Militärattachéstäbe sowohl dem Auswärtigen Amt und somit dem Botschafter als auch dem BMVg. Sie sind damit zugleich Angehörige des Auswärtigen Amts und des BMVg.
Zurzeit sind in rund 130 Ländern deutsche Militärattachés notifiziert. An 65 Botschaften wirken knapp 200 deutsche Soldaten und Wehrtechnische Attachés. Durch 71 Nebenakkreditierungen sind Attachés in insgesamt 140 Ländern präsent.

### Österreich
Österreich schloss sich erst 1850 dem bereits im Gang befindlichen Bedürfnis mehrerer europäischer Staaten an, neben den Diplomaten auch Militärspezialisten an den Gesandtschaften im Ausland verfügbar zu haben. Dabei ging es vor allem um die Sicherstellung des wichtiger werdenden Wechselverhältnisses von Politik und Militärwesen. Durch persönliche Kontakte und Informationsbeschaffung im anderen Land sollte im Griff behalten werden, wann schlagen politische Aktivitäten gegenüber anderen Staaten in militärische Schritte, oder sogar in Kriegsmaßnahmen um. Dazu bedurften die Diplomaten Personen an der Seite, die über die Erfahrungen im Militärwesen und der möglichen Kriegsabwehr verfügen. Als erster österreichischer Militärattaché war ab 1858 der Offizier der k.u.k. Armee, Johann von Löwenthal (* 1803), an der Gesandtschaft in Paris als Attaché für zehn Jahre eingesetzt.
Derzeit werden zu über 40 Staaten direkte militärdiplomatische Beziehungen gepflegt. Umgekehrt sind in Österreich etwa 60 ausländische Militärattachés aus über 45 Staaten akkreditiert. Die Attachés stehen unter Kommando der Abteilung Militärdiplomatie (MilDipl) der Direktion für Sicherheitspolitik (DionSihPol) direkt unter dem Generalstab (GStb) und unterstehen als Beamte dem österreichischen Verteidigungsministerium. Ihren Dienst verrichten sie an den österreichischen Botschaften (die dem Außenministerium unterstehen), zunehmend für die europäischen Nachbarländer auch als Roving Attaché mit Sitz in Wien und auf Dienstreisen.

### Russland
Die historischen Anfänge des Einsatzes von russischen Offizieren als Militärattachés an ausländischen Gesandtschaften lassen sich bis auf die Jahre der napoleonischen Kriege um 1809/1810 im europäischen Raum zurückverfolgen. Um sich der, zur Aufteilung Europas in einzelne Machtbereiche, wie sie unter anderem beim Friedensschluss von Tilsit 1807 zwischen Frankreich, Preußen und Russland getroffen worden waren, sicher zu sein, orientierte Zar Alexander I. darauf, zukünftig über schnelle und sichere Informationen, die militärische Stärke der wichtigsten Länder betreffend, im Bilde zu sein. Der Auftrag, dazu entsprechende Strukturen zu schaffen ging an den amtierenden Kriegsminister Michael Andreas Barclay de Tolly (1761–1818). Der wiederum bezog den Außenminister Nikolai Petrowitsch Rumjanzew (1754–1826) in diese Aktivitäten mit ein. Die ersten Attachéstellen wurden an den russischen Gesandtschaften in Bayern, Frankreich, Österreich, Preußen, Sachsen und Spanien eingerichtet. Besondere Aktivitäten entwickelte der in Dresden eingesetzte Major Victor von Prendel (1766–1852). Im Mittelpunkt der Berichterstattungen standen Informationen über die militärischen Kräfte des Gastlandes, „ihre Disposition in den Quartieren, über den Zustand der Festungen, die Tugenden und Fähigkeiten der besten Generäle“. Ergänzt wurde das mit der Bitte auch Karten und militärische Schriften zu beschaffen.
Das entsprechende Büro zur Koordination der Militärattachés wurde am 27. Januar 1812 im russischen Kriegsministerium, als eine „Sonderkanzlei“ zur Informationsbeschaffung eingerichtet. Ihr angeschlossen war eine Zentrale zur Auswertung der Informationen über die Armeen der Nachbarstaaten mit Sitz in Sankt Petersburg. Ab März wurde dieses Büro durch Oberstleutnant Pjotr A. Tschujkewitsch (1783–1831) geführt. Eines seiner wichtigsten Arbeitsergebnisse auf der Grundlage der eingegangenen Informationen war die Ausarbeitung der Denkschrift „Politische und militärische Überlegungen zum bevorstehenden Krieg zwischen Rußland und Frankreich“.
Mehrfach veränderten sich die Strukturen und Zuordnung dieses Arbeitsbereiches in den kommenden Jahren. Sie erreichten jeweils ihre Höhepunkte im Zusammenhang mit Kriegen und deren Ergebnissen. So kam es nach der Niederlage im Russisch-Japanischen Krieg 1904/1904 zu einer konsequenten Reorganisation der Institution. Neue Bedingungen setzte auch der Erste Weltkrieg, bei dem sich das Fehlen einer zentralen Führung dieser Bereiche drastisch bemerkbar machte. Kurz nach der Oktoberrevolution kam es zu einer völligen Neubildung der Strukturen und konsequenten Neuausrichtung, die vorrangig auf die Länderschwerpunkte Polen und Deutschland konzentriert war. Bereits ab 1934 bereitete sich die Institution auf eine mögliche, drohende Kriegssituation vor und forderte zur Verstärkung des Personaleinsatz an den Auslandsvertretungen sowie die Bereitstellung unabhängiger Funk- und Kurierverbindungen auf. So wurde in den 1930er Jahren die Anzahl der Militärattachés systematisch aufgestockt, dazu mit Personal als Luft- und Marineattachés ergänzt. Unterstützung erhielten sie durch zusätzlich eingebaute, getarnte Mitarbeiter an den bestehenden Handelsvertretungen der UdSSR.